# Tansa, Iași
Tansa este satul de reședință al comunei cu același nume din județul Iași, Moldova, România.

## Personalități
- Costache Lazăr (n. 4 iunie 1919 – d. 2008), medic chirurg, profesor universitar la Facultatea de Medicină din Iași, șeful Clinicii I-a Chirurgie de la Spitalul Universitar „Sfântul Spiridon” din Iași între anii 1966-1984.